# Mammillaria longiflora
Mammillaria longiflora (укр. Мамілярія довгоквіткова, Мамілярія лонгіфлора) — сукулентна рослина з роду мамілярія (Mammillaria) родини кактусових (Cactaceae).

## Етимологія

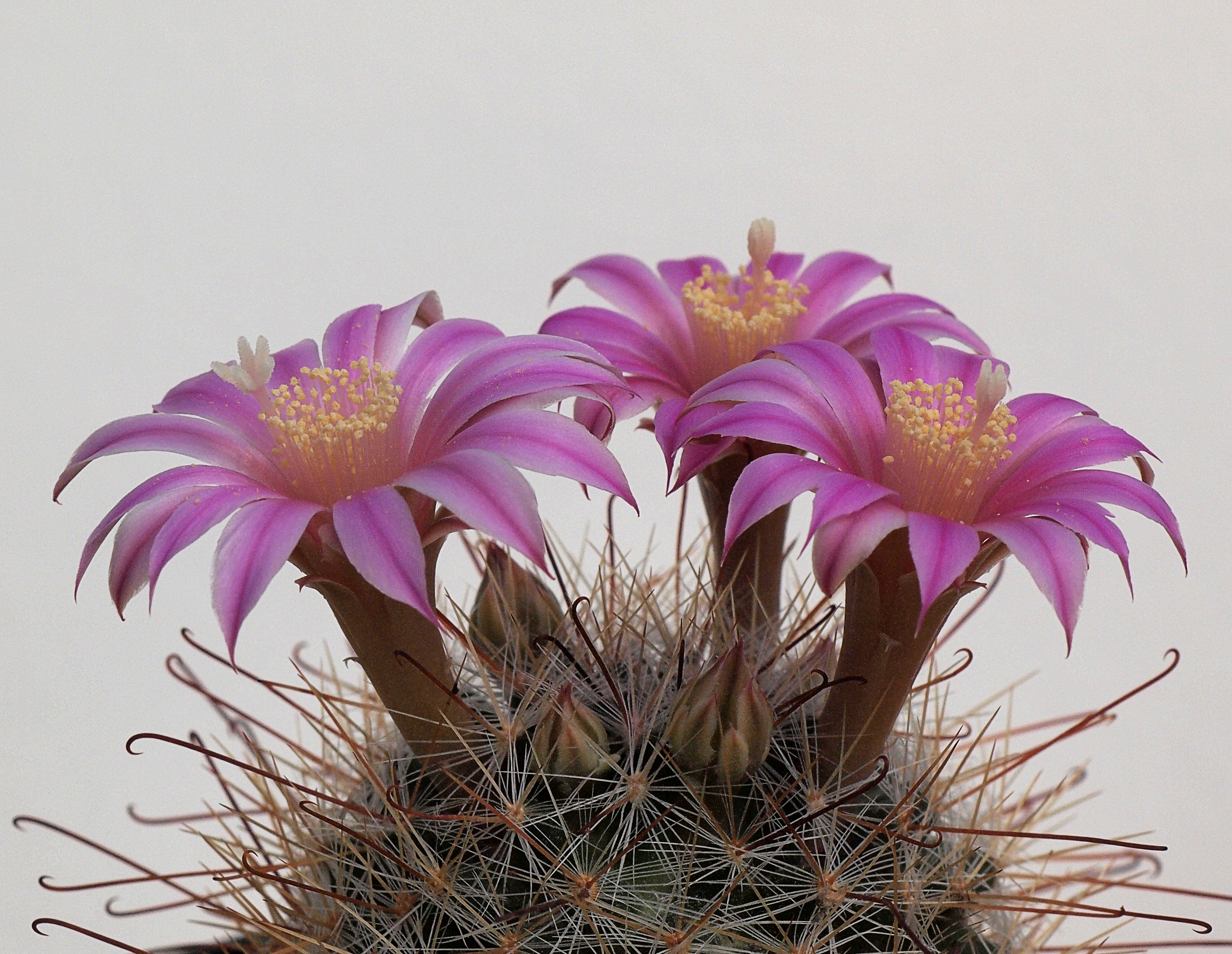
Характерні квітки на довгих трубках Mammillaria longiflora

Видова назва походить від лат. longus — довгий і лат. florus — квітка, що пов'язано з порівняно довгою квітковою трубкою цього виду мамілярій.

## Ареал і екологія
Mammillaria longiflora є ендемічною рослиною Мексики. Ареал розташований у штатах Чіуауа і Дуранго. Рослини зростають на висотах від 2 200 до 2 600 метрів над рівнем моря серед вулканічних порід в напівпустелі.

## Морфологічний опис
Рослина зазвичай одиночна, іноді кластеризуються.
| Орган              | Опис |
| Коріння            | |
| Стебло             | кулясте до коротко-циліндричного, 8-9 см в діаметрі.                                                                                    |
| Епідерміс          | темно-зелений. |
| Маміли             | циліндричні, без молочного соку. |
| Ареоли             | |
| Аксили             | голі. |
| Центральні колючки | 4, іноді відсутні, червонувато-коричневі до жовтувато-білих, одна з гачком і до 30 мм завдовжки, інші 10-13 мм завдовжки.               |
| Радіальні колючки  | приблизно 30, тьмяно-жовті до білих, 10-13 мм завдовжки.                                                                                |
| Квіти              | дзвоникоподібні, від блідо або темно-багрянисто-рожевих до рожевих, 25-40 мм завдовжки, в діаметрі 20-30 мм, зав'язь занурена в стебло. |
| Бутони             | |
| Зовнішні пелюстки  | |
| Внутрішні пелюстки | |
| Тичинки            | |
| Маточка            | |
| Плоди              | маленькі, залишаються зануреними в стеблі.                                                                                              |
| Насіння            | чорне. |

## Використання
Mammillaria longiflora використовується як декоративна рослина, через що піддається незаконному збору з комерційною метою.

## Чисельність, охоронний статус та заходи щодо збереження

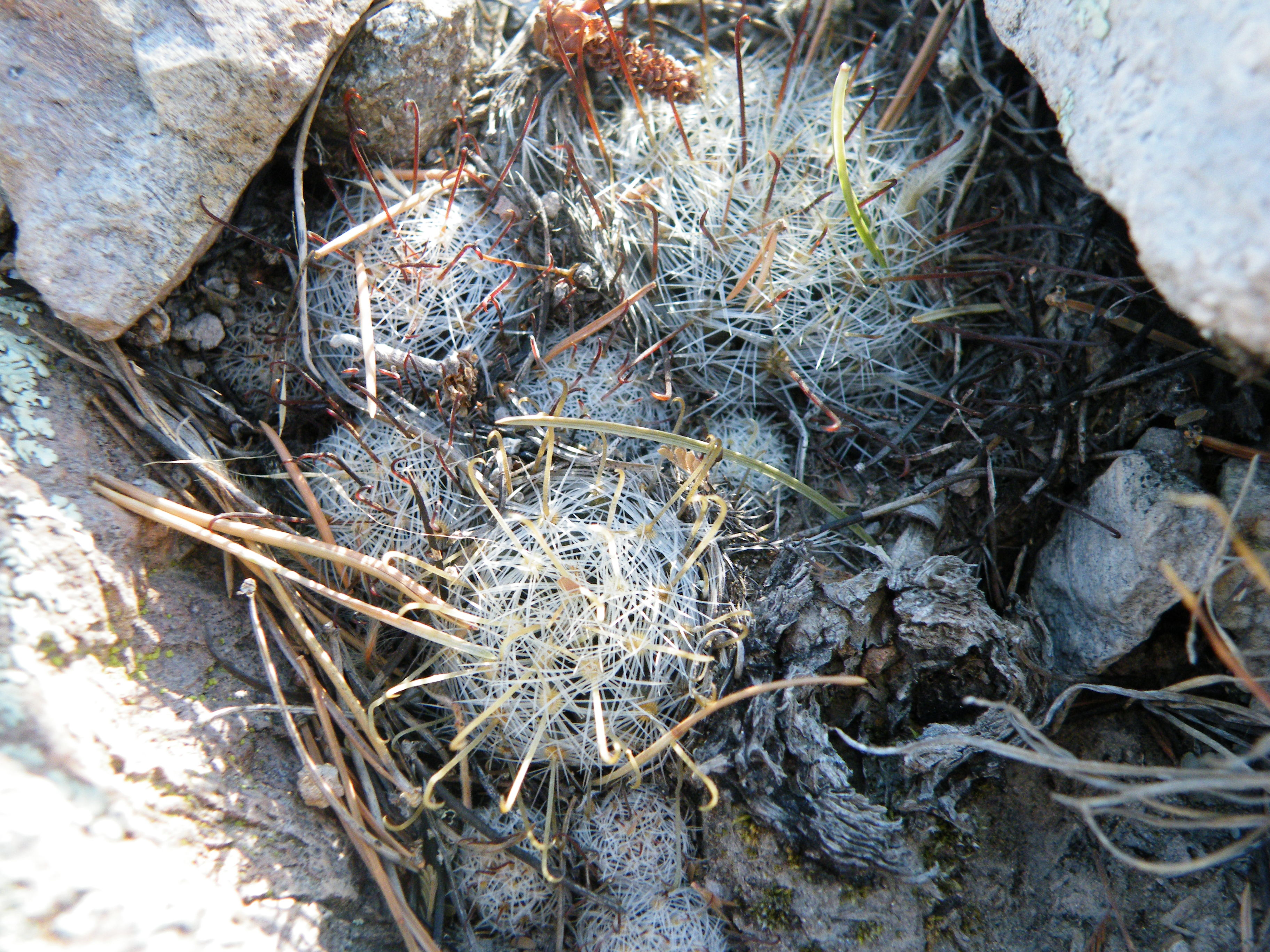
Mammillaria longiflora у природному середовищі у штаті Дуранго

Mammillaria longiflora входить до Червоного списку Міжнародного союзу охорони природи видів, з найменшим ризиком (LC).
Вид має досить широкий ареал і численну популяцію, навіть якщо існує загроза для частини ареалу, цього не достатньо, щоб викликати серйозну загрозу для виду в цілому. Крім того, він росте на природоохоронній території. Через це Mammillaria longiflora занесено до списку видів з найменшим ризиком.
Цей вид перебуває під загрозою незаконного збору і експлуатації його місць зростання для пасовищ великої рогатої худоби та лісового господарства в таких місцях, як біосферний заповідник Ла-Мічилья. Значні перепади температури, як мороз 1997 року теж залишаються загрозою.
Mammillaria longiflora зростає в межах біосферного заповідника Ла-Мічилья в штаті Дуранго.
У Мексиці ця рослина занесена до національного переліку видів, що перебувають під загрозою зникнення, де вона включена до категорії «під загрозою».
Охороняється Конвенцією про міжнародну торгівлю видами дикої фауни і флори, що перебувають під загрозою зникнення (CITES).

## Систематика
Через квіти, що виділяютьсмя своїм розміром серед інших мамілярій, Mammillaria longiflora разом з Mammillaria guelzowiana була виділена Куртом Бакебергом в окремий рід Krainzia (укр. Крайнція). Ця назва набула широкого поширення в Європі.

## Підвиди
Визнано два підвиди Mammillaria longiflora.

### Mammillaria longiflora subsp. longiflora
| Орган              | Опис                               |
| Центральні колючки | зазвичай 4.                        |
| Квіти              | блідо до темно-багрянисто-рожевих. |

Ареал зростання розташований поблизу С'єра-де-Какарья, штат Дуранго.

### Mammillaria longiflora subsp. stampferi
| Орган              | Опис                                       |
| Центральні колючки | немає, або короткі, до 12 мм завдовжки.    |
| Квіти              | однорідної забарвлення, рожевого відтінку. |

Ареал зростання розташований в штатах Дуранго і Чіуауа, особливо поблизу Ель-Сальто.